# Tessariny
Tessariny, tessaryny (ang. tessarines, bicomplex numbers – liczby dwuzespolone) – grupa liczb hiperrzeczywistych o postaci
{\displaystyle t=w+xi+yj+zk,\quad w,x,y,z\in R,}
przy czym {\displaystyle ij=ji=k,\quad i^{2}=-1,\quad j^{2}=+1,\quad {}} z czego wynika {\displaystyle k^{2}=-1.}
Tessaryny są najbardziej znane z ich podalgebry – rzeczywistych tessarynów postaci {\displaystyle t=w+yj} będących liczbami podwójnymi, użytecznymi w geometrii hiperboli.

## Historia
James Cockle wprowadził tessaryny w 1848 w serii artykułów do Philosophical Magazine. Użył ich, by wyizolować szereg cosinusa hiperbolicznego i sinusa hiperbolicznego z szeregu wykładniczego. Pokazał również, jak powstają dzielniki zera w tessarynach, co zainspirowało go do użycia terminu „niemożliwości”.